# Ятаган

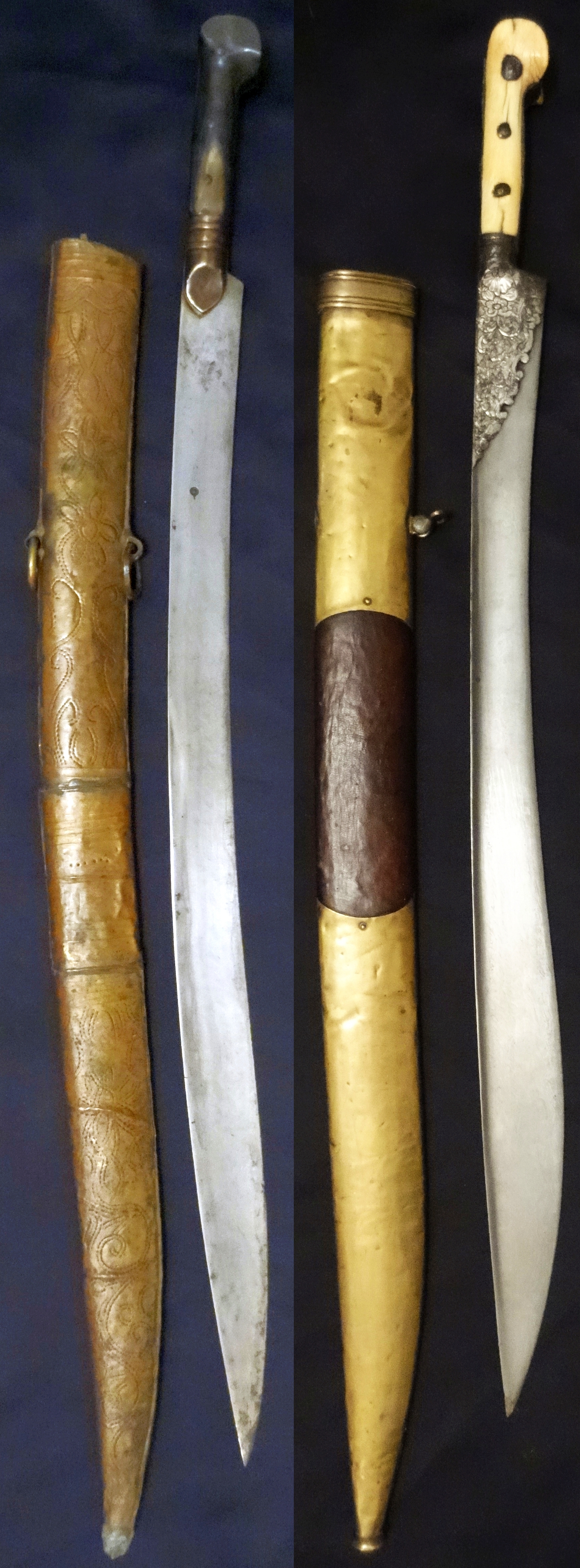
Османські ятагани (XIX століття).

Ятага́н (тур. yatağan) — османський меч-шабля XVI—XIX століття. Різновид клинкової колючо-рублячо-ріжучої зброї. Використовувався османськими військами, зокрема яничарами. Був поширений на території Османської імперії, а також суміжних з нею країнах та територіях, зокрема Балканах, Причорномор'ї, Приазов'ї, Кавказі, Близькому Сході.

## Опис
Ятаган — загострений металевий, трохи вигнутий клинок без хрестовини та гарди. Відмінною рисою клинка є те, що лезо розташовано на його ввігнутій стороні. Руків'я має специфічну форму, що виявляється у розташуванні в її нижній та верхній частині розширень (вушка нагорі), які виступають по боках. Клинок і руків'я мали різноманітні прикраси: різьблення, насічки та гравіювання.
Ятагани зберігалися у піхвах і носилися за поясом, як кинджали.
Ятагани переважно були доволі легкі й, як правило, не перевищували у довжину 1 м.
Ятагани використовували піхотинці (яничари саме і були гвардійською піхотою) у ближньому бою.
Атакувальні ударні дії ятаганом виконували переважно вістрям і увігнутим лезом. Конструктивні особливості цього леза дозволяли майстру завдавати одночасно дві рани під час виконання рублячо-ріжучого удару. Захисні відбиви здійснювали як лезом, так і незагостреною випуклою стороною. При відбивах увігнутим лезом забезпечувалось значно надійніше утримання ворожого клинка, але при цьому втрачалась можливість шляхом техніки ковзних відбивів, притаманних шаблі, завдавати блискавичних контрударів. Тобто, ятаган мав як свої переваги, так і недоліки.
Козаки, як і переважна більшість тогочасних європейських воїнів, віддавали перевагу вигнутим чи прямим клинкам. До запорожців ятагани потрапляли як трофеї після вдалих походів. За часів Задунайської Січі ятагани набули більшого поширення серед задунайських запорожців, що перебували на військовій службі в османських султанів.
Окремі зразки ятаганів зберігаються у музеях Запоріжжя, Києва та інших міст.

## Галерея

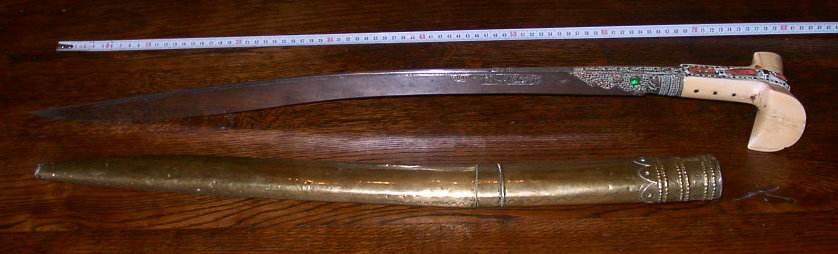
Ятаган
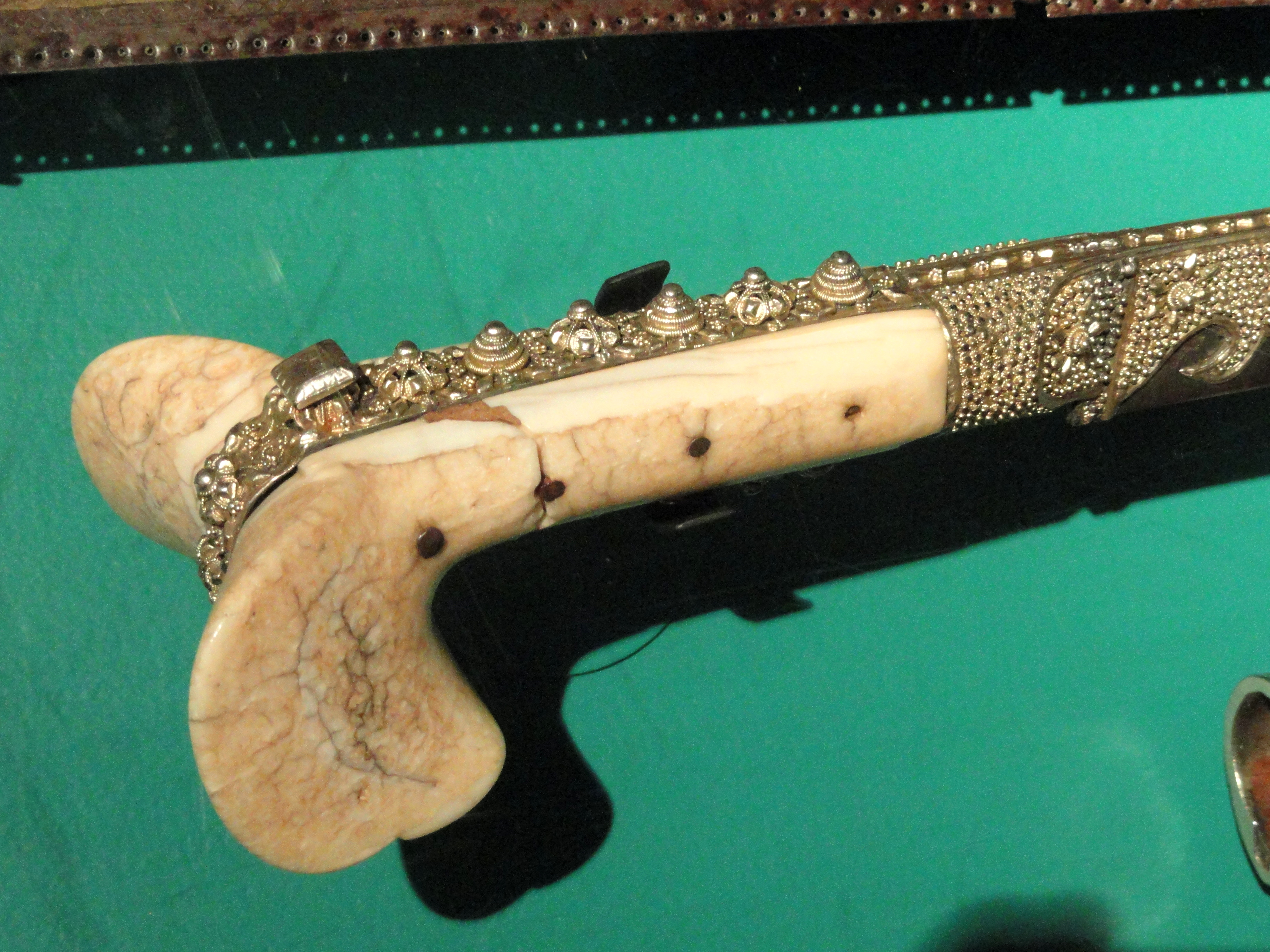
Руків'я
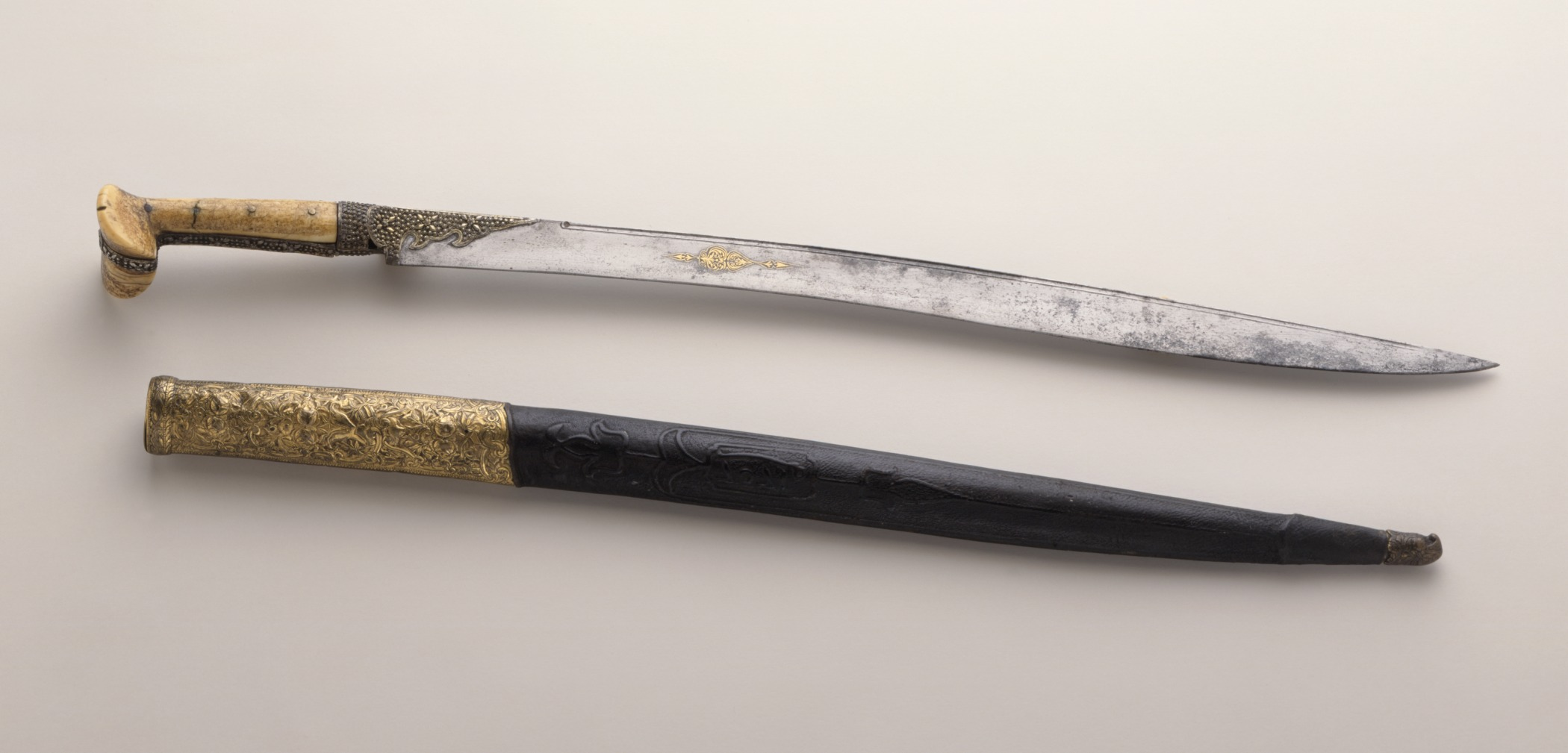
Ятаган (1727-1728)
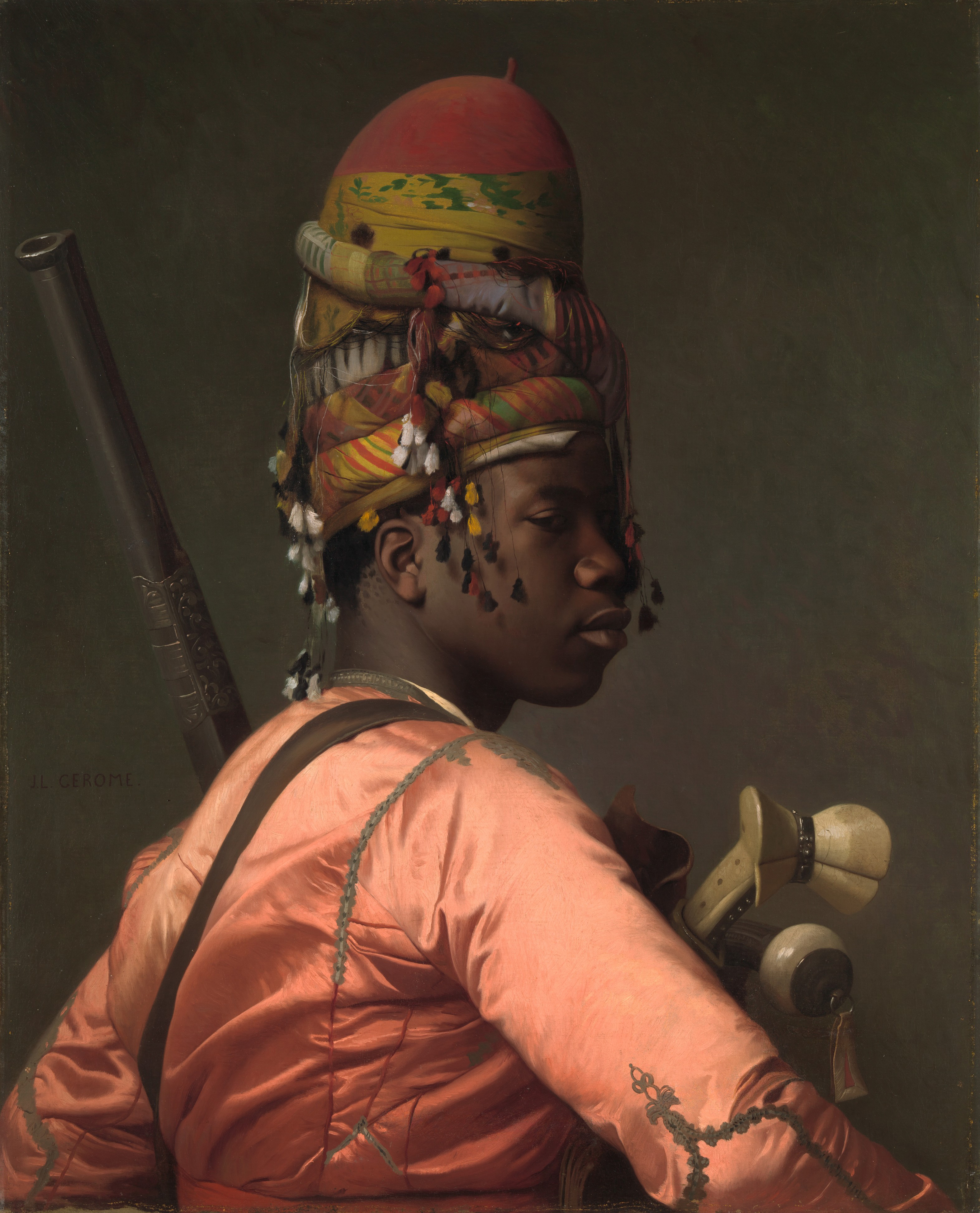
Башибузук з ятаганом
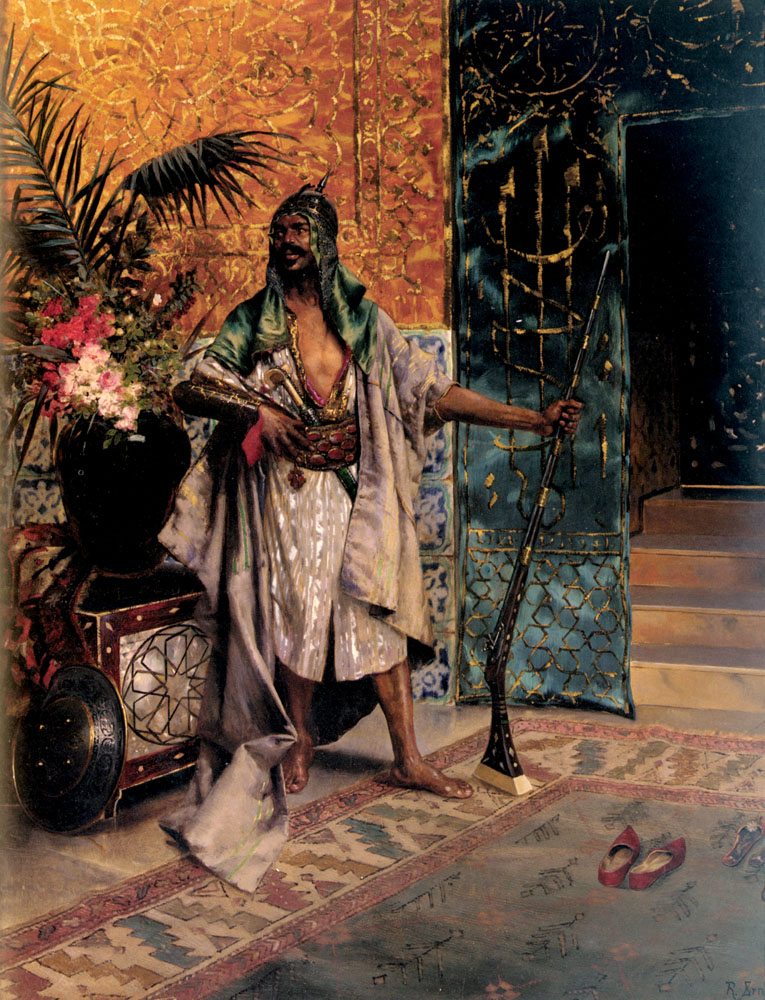
Вартовий гарему з ятаганом
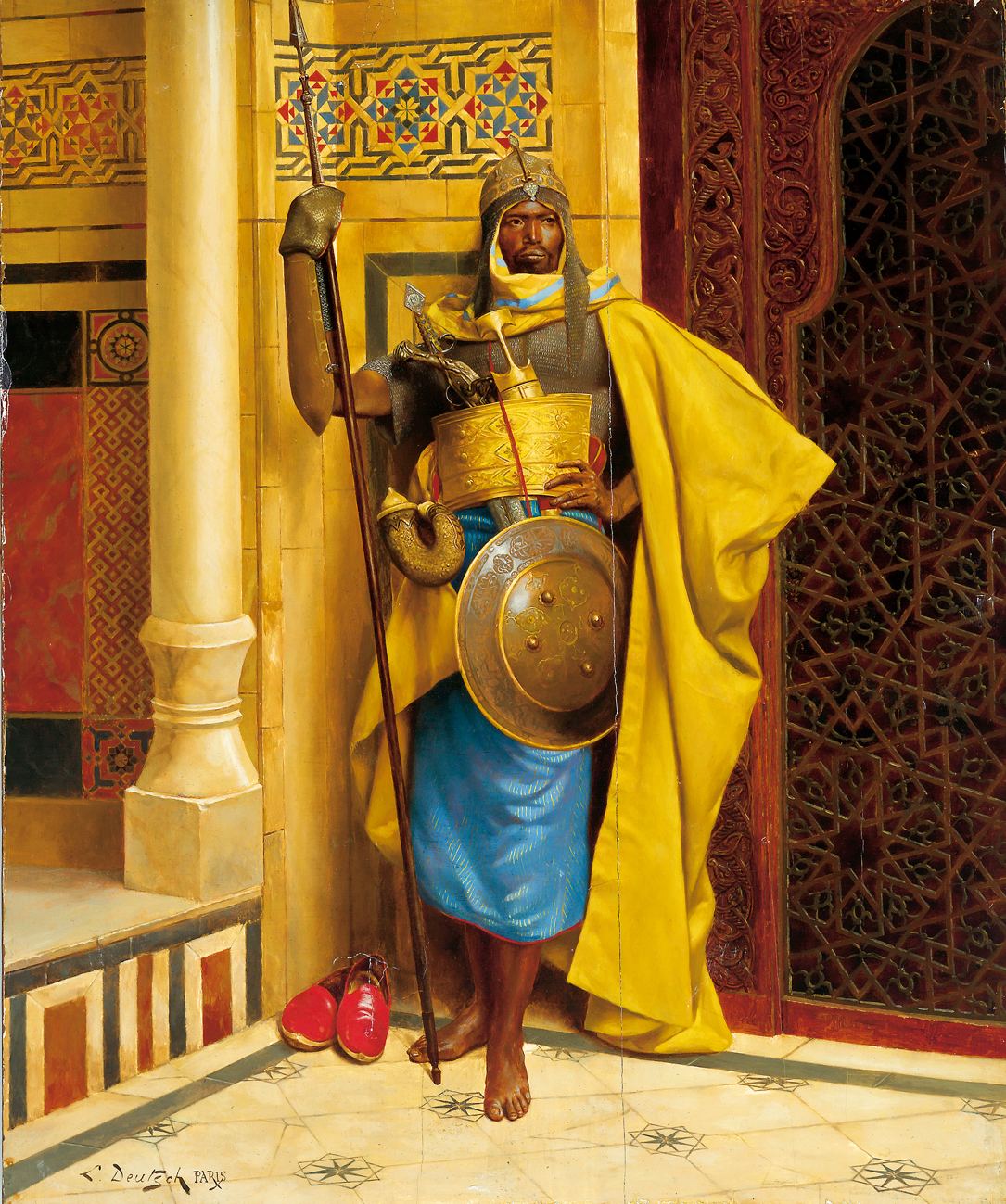
Нубійський вартовий з ятаганом